# Ricard Lladó i Font
Ricard Lladó i Font (Manresa, 1915 - 2004) fou militant del Partit Obrer d'Unificació Marxista (POUM) i del Bloc Obrer i Camperol (BOC).

## Biografia
La seva militància política el va portar a viure un temps a Barcelona i ser testimoni privilegiat del període revolucionari durant el primer temps de guerra especialment dels Fets de Maig del 1937 i la posterior persecució del POUM, de resultes de la qual ell seria empresonat a València per la policia soviètica.
Lladó era un gran coneixedor de les figures més destacades del BLOC i del POUM com Joaquim Maurín i Andreu Nin a qui coneixia molt bé i mantenia contactes sovintejats.
Era idealista, romàntic, gran conversador, lector empedreït. Home d'una gran qualitat humana i amb un alt grau humilitat.
Va viure la vaga de la Telefònica de Manresa, el 1931, on ell treballava. Va participar en l'Aliança Obrera i fou present de manera activa en els fets del Sis d'Octubre.
Treballà també a la Maquinària Industrial de Manresa, fàbrica transformada el 1936 en una important indústria de guerra.
Formà part, el 19 de juliol de 1936, del Comitè Revolucionari i Antifeixista de Manresa.
Els fets de Maig del 1937 els va viure intensament a Barcelona. Durant la guerra civil va participar en tres fronts diferents. Al Front d'Aragó ho feu amb la columna Lenin.
Dels anys 1939 i 1940 és especialment remarcable la seva participació en la xarxa d'espionatge que van crear antics militants del POUM per ajudar a alguns aliats a travessar l'estat espanyol i a conduir-los fins a Portugal. Durant aquests anys treballà de descarregador al port de Barcelona, on intentava passar desapercebut de la policia franquista.
La seva militància antifranquista el portà dues vegades a la presó (l'any 1941 i el 1952), després dels corresponents consells de guerra. Cada vegada que el general Franco visitava Manresa ell era confinat a Comissaria.